# Культура Греції
Культу́ра Гре́ції розвивалася впродовж тисяч років, починаючи від егейської культури, продовжуючи особливо бурхливо розвиватись у класичну добу, а пізніше через вплив на Стародавній Рим та еллінізований Схід виразилась у культурі Візантійської імперії. Доба османського панування істотно вплинула на сучасну грецьку культуру, однак історики провідну роль у пожвавленні грецької національної культури віддають Грецькій війні за незалежність 1821–1829 років.
Сучасна Греція — спадкоємиця культури Стародавньої Греції і вважається колискою західної цивілізації, батьківщиною світової демократії, західної філософії, основних принципів фізико-математичних наук, мистецтва театру та Олімпійських ігор сучасності. Грецька мова має найдовшу історію серед усіх мов індоєвропейської групи, адже нараховує 34 століття тільки писемного періоду. На основі грецької абетки виникли латиниця та кирилиця.

## Мова

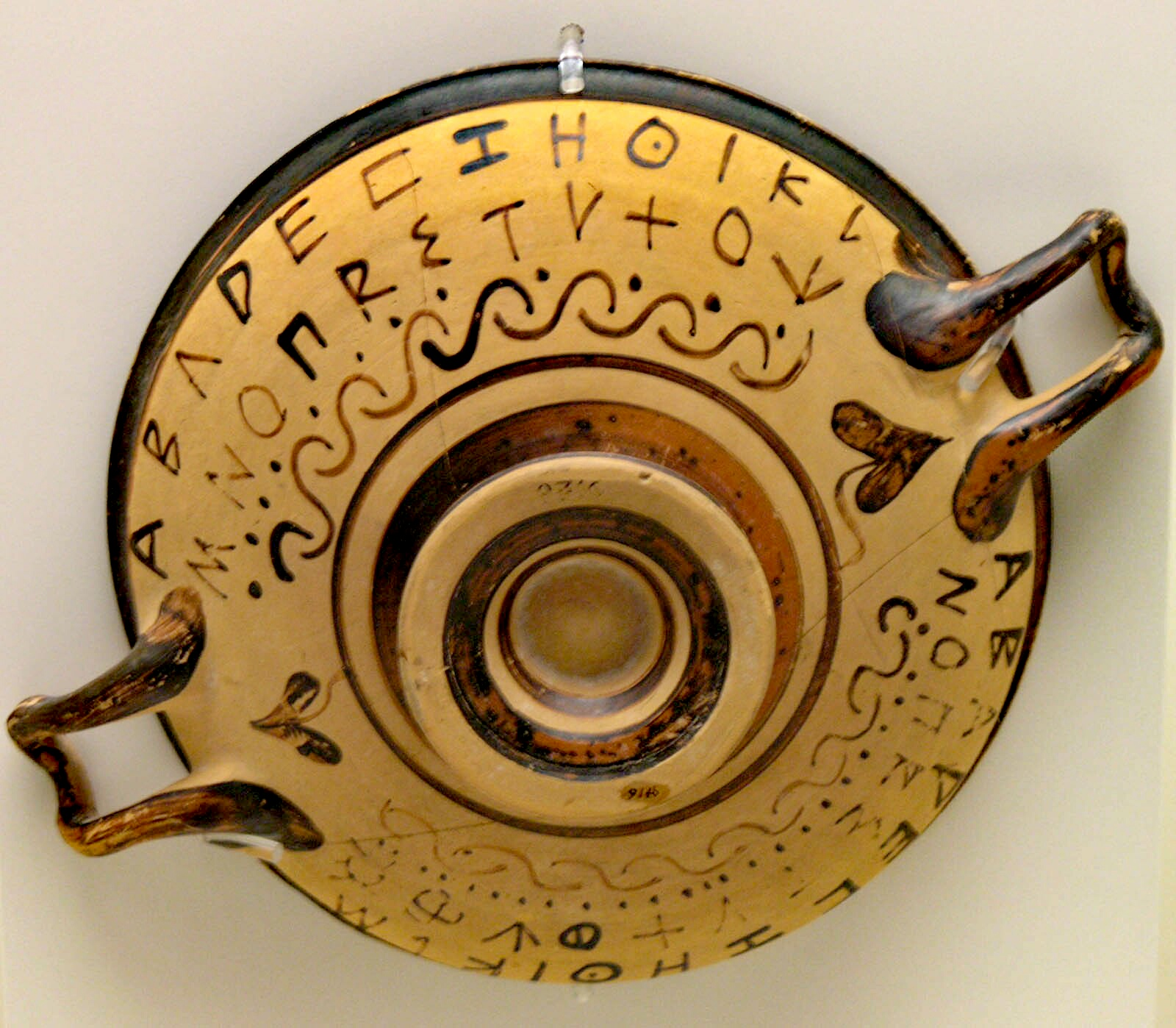
Грецька абетка на чорнофігурному кіліксі, Національний археологічний музей Афін

Грецька мова — офіційна мова Грецької Республіки, одна з найдавніших мов світу (її історія нараховує більше 3 400 років тільки писемного періоду), що нині має загалом близько 15 млн носіїв в усьому світі. Належить до індоєвропейської родини мов. Попередниками її в доісторичному добу була протогрецька, пізніше мікенська мова, яка вже мала власну систему письма — так зване Лінійне письмо Б та Лінійне письмо А, пов'язане з мінойською цивілізації, яке досі залишається нерозшифрованим. Грецька мова вважається спадкоємицею не тільки мікенської мови, але й критського письма, кіпрського письма, різноманітних діалектів давньогрецької мови. Серед останніх аттичний діалект справив найбільший вплив на сучасний грецьку мову.
Грецька мова здійснила величезний вплив на інші європейські мови, безпосередньо на романські мови, в тому числі на латинську мову в перші дні становлення Стародавнього Риму. Ознаки цього впливу можна побачити в усьому сімействі західноєвропейських мов. Українська мова — також не виняток (див. Грецизм). Крім того, наукова термінологія майже цілком базується на грецькій лексиці.

### Новогрецький період
Сучасний стандарт новогрецької мови — дімотіка, південно-грецький діалект, адаптований як стандарт мови. Він значно відрізняється від кафаревуси, штучно створеної на основі давньогрецького койне, яким спілкувалися приблизно від 300 до н. е. до 300 року н. е. Кафаревуса насаджувалась за ініціативою Адамантіоса Кораїса, грецького письменника, просвітителя, який в основу своєї новогрецької філології поклав новогрецьку народну мову, збагативши її повсякденними виразами із давньогрецької. Кораїс мав численних прихильників переважно серед фанаріотів, вони сформували, так звану, Афінську школу.
У той час, як в Афінах та Константинополі освічені греки культивували мертву аттичний діалект давньогрецької, намагаючись прищепити її народу, на Іонічних островах розвивається літературний рух, знаний як Іонічна школа, що особливо яскраво розквітнув після Визвольної війни 1821–1829 років. Найвизначніший його представник — поет Діонісіос Соломос. Його авторству належить «Гімн свободі», написаний 1824 року народною живою мовою — дімотикою. Покладений на музику, він став національним гімном нової Греції.
Греція завжди була відносно однорідною країною у лінгвістичному відношенні. На початку 20 століття відбувся греко-турецький обмін населенням, який ще більше посилив процес асиміляції етнічних меншин. Нині грецькою як першою, або навіть єдиною, мовою користується близько 99% населення країни. Основні діалекти грецької мови: понтійський діалект, каппадокійський діалект, цаконський діалект, єврейсько-грецький діалект. Серед греків Приазов'я існують два діалекти: румейський та урумський.
В останнє десятиліття поширення інтернет-послуг та мобільного зв'язку викликало латинізацію грецького письма. Це явище знане як Greeklish, воно поширене серед всієї грецької діаспори і навіть у країнах з більшістю грецького населення — в Греції та Кіпрі.
Зародження новогрецької літератури ознаменувала критська ренесансна поема «Еротокрітос», написана Вінчентзосом Корнаросом народною мовою. Поема складається з десяти тисяч віршів і оспівує доблесті, терпіння і любов героя Еротокріта. Проте справжнього поштовху розвитку новій грецькій літературі надала Грецька революція. З'явилися Афінська школа пуристів, ідейним провідником якої виступав творець кафаревуси Адамантіос Кораїс, та Іонічна школа на чолі із Діонісіосом Соломосос, які пропагували живу народну мову — дімотіку.
Література 20 століття представлена талантами багатьох письменників та поетів, серед яких Андреас Калвос, Янніс Психаріс, Александрос Палліс, Ангелос Сікеліанос, Костіс Паламас, казкарка Пенелопа Дельта, Янніс Ріцос, Александрос Пападіамантіс, Костас Каріотакіс, Костас Варналіс, Константінос Кавафіс, Деметріос Вікелас, Нікос Казандзакіс, а також нобелівські лауреати Гіоргос Сеферіс та Одісеас Елітіс.

## Образотворче мистецтво

### Живопис
Живописні твори давнини час не зберіг, однак про їх рівень художності дозволяє судити чудовий вазовий живопис. В добу пізньої геометрики створені дипілонські вази, на яких вперше з'явились спрощені фігури людей та тварин. Розпис на вазах 7 століття до н. е. подає фігури простим силуетом, при цьому весь простір заповнювався фризами і орнаментами — це килимовий, або Орієнталізуючий стиль. Із вдосконаленням керамічної технології ріс її художній рівень: для архаїки характерний, так званий, чорнофігурний стиль (малювалися темні фігури на світлому тлі), який у класичну епоху змінився червонофігурним стилем, що зробив зображення реалістичнішими.
Візантійське мистецтво відрізнялось від давньогрецького, перш за все, тим, що гуманістична етика була замінена християнською етикою. Якщо мета класичного мистецтва полягала у прославленні людини, метою візантійського мистецтва стало прославлення Бога. На зміну оголеним ідеально красивим фігурам приходять зображення Ісуса, Діви Марії, святих і мучеників. Безперечно, основною формою живопису стала ікона. На острові Крит розвинувся мистецький рух, знаний як критська школа. Серед її найвизначніших майстрів-іконописців Феофан Стрелітзас Бафа, Еммануїл Тзанес, Михайло Дамаскін. До критської школи належав і Доменікос Теотокопулос, який пізніше став відомий усьому світу як видатний іспанський придворний жипописець Ель Греко.

#### Новогрецький період
Від середини 17 до середини 19 століття підвалини новогрецького образотворчого мистецтва заклала Іонічна школа. Серед її ранніх представників Панайотіс і Ніколаос Доксарас, Діонісіос Калівокас, Діонісіос Цокос. Пізніше 1870 року Хараламбос Пахіс заснував на острові Керкіра власну школу живопису, поряд із акварелістом Ангелосом Гіаллінасом вважається найзначнішим пейзажистом.
Наприкінці 19 століттям новим рушієм образотворчого мистецтва стає Афінська школа витончених мистецтв (від 1910 року має статус університету). Її професори Ніколаос Гізіс, Георгіос Іаковідіс, Нікіфорос Літрас, Теодорос Врізакіс — провідні представники мюнхенського академізму. Серед випускників Школи провідні самобутні новогрецькі живописці: Янніс Царухіс, Янніс Мораліс, Деметріос Галаніс. Міжнародного визнання досягли Нікос Енгонопулос, Дімітріс Мітарас, Янніс Псіхопедіс, Константінос Партеніс, Константінос Малеас, Нікос Хатзікіріакос-Гікас, Спірос Василіу, Янніс Меланітіс. Багате коло їхніх робіт зібране в експозиції Національної художньої галереї в Афінах.

### Скульптура

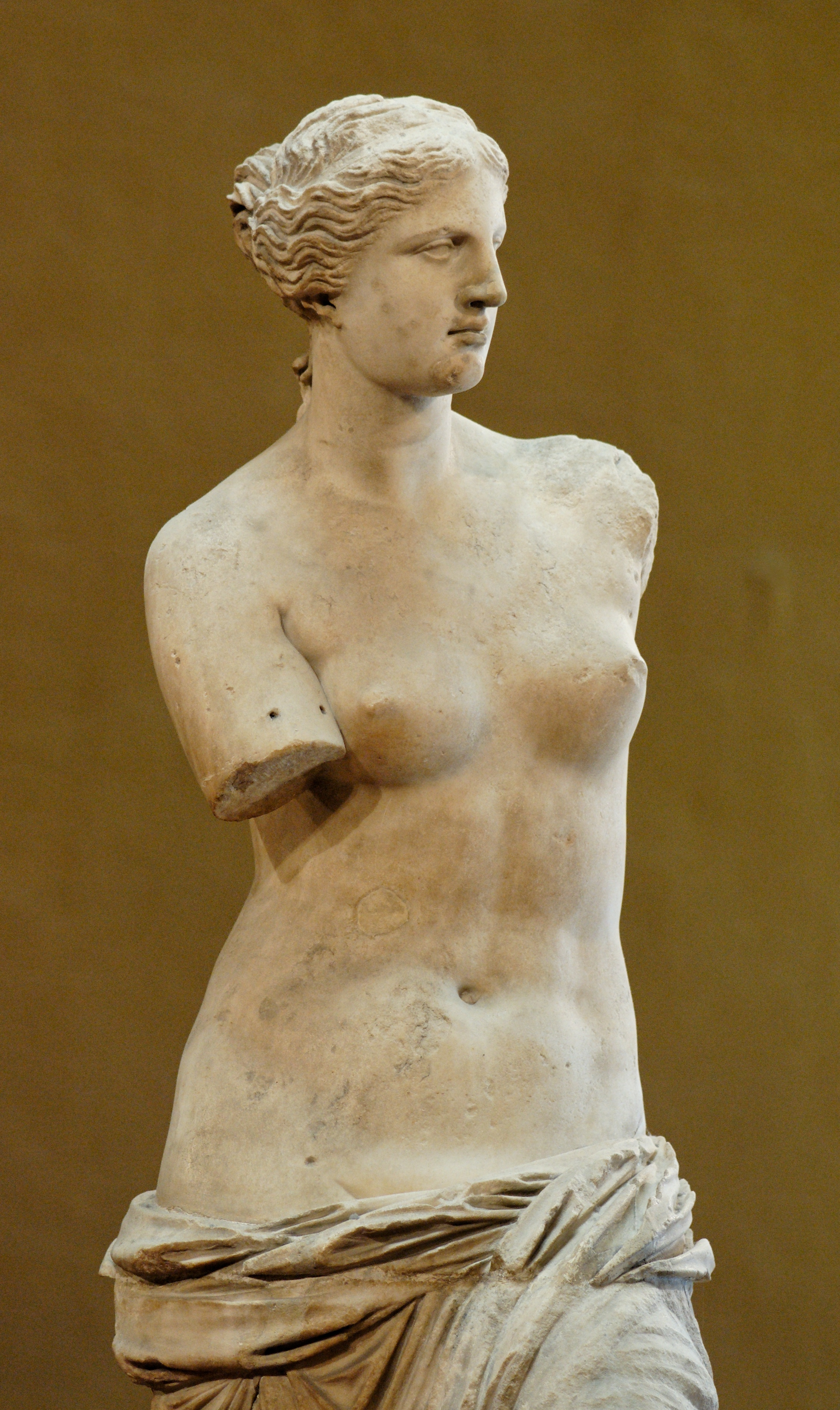
Венера Мілоська

Скульптура була улюбленим видом мистецтва еллінів. Статуї богів ставилися в храмах і на міських площах, споруджувалися переможцям Олімпійських ігор і великим драматургам. На зміну архаїчним куросам і корам в класичну добу прийшли шедеври Фідія, зокрема хрисоелефантинний колосальний образ покровительки Афіни Парфенос в Парфеноні та одне із Семи чудес світу Статуя Зевса в Олімпії; найбільш прославлена робота Мирона — Дискобол, в якій майстру вдалось передати не якийсь певний рух атлета, але передати міць внутрішньої напруги, необхідної для перемоги; Дорифор Поліклета Старшого — образ людини-героя, переможця із ідеальними пропорціями тіла.
Елліністичний період пов'язаний, насамперед, із походами Александра Македонського, внаслідок чого греки краще познайомились із культурою Сходу — Єгипту, Вавилону, Індії. Тема боротьби знайшла своє відображення й в ансамблі рельєфів, що прикрашали вівтар Зевса, побудований у Пергамі близько 180 до н. е. — відоміший як Пергамський вівтар. Однак незмінним для греків завжди залишався принцип калокагатії — єдності фізичної та духовної краси, а також культ краси людського тіла. Так, в добу пізнього еллінізму була створена Венера Мілоська — еталон жіночої краси.

#### Новогрецький період
Розвитку новогрецької традиції скульптури багато посприяли представники Іонічної школи Павлос Просалентіс і Янніс Калосгурос. Міжнародне визнання здобув новогрецькі скульптори Тодорос Пападімітріу, піонер мистецької течії Арте повера Янніс Кунеліс, кінетики-скульптори Костянтин Ксенакіс, Такіс. Найбільшим зібранням скульптури в Греції володіє Національна Гліптотека, музей-супутник Національної художньої галереї.

## Музика
Грецька музична традиція — одна з найдавніших у світі. В середні віки спадкоємицею давньогрецької музичної культури стала візантійська музика, однак в добу туркократії розвиток народної музики зупинився на 3 століття. Національна музика відновилася тільки після здобуття незалежності, до цього лише на Іонічних островах творили професіональні музиканти. Так, Ніколаос Мандзарос поклав на музику «Гімн свободі» Соломоса, який 1865 року став державним гімном. Під впливом від Грецької революції створював опери Павлос Каррер. Першим грецьким композитором, творчість якого набула широкої популярності у світі, став Спірідон Самарас — автор Олімпійського гімну на слова Костіса Паламаса.

### Новогрецький період
Жвавий інтерес до народної музики виник на початку 20 століття. Народна музика Греції подібна до музики інших сусідніх балканських країн: Болгарії, Сербії, Північної Македонії. У них часто простежуються схожі ритми та емоційне забарвлення пісень. Рембетика — грецька народна пісня — сформувалася на початку 20 століття, коли після малоазійської катастрофи в Грецію прибули тисячі біженців. Цими піснями вони розповідали про своє нелегке життя. Нині рембетику вивчають у багатьох університетах Європи.
Серед основоположників новогрецької музичної школи Маноліс Каломіріс, Георгіос Ламбелет, Еміліос Ріадіс, Георгіос Склавос, диригент Дімітріс Мітропулос. У післявоєнний час висуваються композитори-пісенники Манос Хадзідакіс, Димітріс Капсоменос та Мікіс Теодоракіс, відомий тим, що відкрив усьому світові сіртакі. Пізніше стали відомими модерніст Яніс Ксенакіс, Діонісіс Саввопулос, близькі до напрямку нью-ейдж Вангеліс, Янніс Хрисомалліс. Оперна співачка Марія Каллас по праву вважається феноменом музичного світу, серед сучасних оперних співаків Греції виділяється Маріос Франгуліс. Справжні зірки грецької естради другої половини 20 століття — Деміс Русос та Нана Мускурі, а також Пасхаліс Терзіс, Харіс Алексіу, Алкістіс Протопсалті.
У сучасній популярній грецькій музиці відчувається значний вплив Заходу. Проте і в ній нерідко простежуються традиційні для мелодії бузукі — так звана, сучасна лаїка. У багатьох країнах, наприклад, Фінляндії, Швеції, Австралії, США, не просто теоретично вивчають музику бузукі, але й існують цілі колективи, що професійно виконують її. Іноді на початку і часто в середині пісень чути окремі музичні фрази різних інструментів в стилі імпровізації — таксімі. Це свого роду введення в атмосферу пісні, що задає її тему.
Грецька виконавиця популярної музики Єлена Папарізу з піснею «My Number One» посіла перше місце на пісенному конкурсі Євробачення 2005 в Києві — вперше для Греції. Серед популярних поп-співаків також можна виділити Сакіса Руваса, Міхаліса Хатзіянніса, Янніса Котсираса, Деспіну Олімпіу, Наташу Теодоріду, Костаса Мартакіса, Анну Віссі, Йоргоса Мазонакіса, Деспіну Ванді.

## Театральне мистецтво

Афіша театру «Неа-Скіні», що анонсує виставу в головних ролях із Марікою Котопулі та Константіносом Сайором

У Греції вперше театр як вид мистецтва став одним із чинників суспільного розвитку, поширюючи в народі релігійні та соціально-етичні поняття і об'єднуючи тим самим різноманітні верстви населення міст і сіл. Від самого початку і досить довго театр служив найурочистішим способом вшанування олімпійського бога Діоніса. Оскільки релігія була тісно пов'язана із державним життям, сценічні ігри, що складали частину Діонісових свят, були предметом турбот держави. Для грецького театру геніальними поетами створювались зразки драми, що мали грандіозний вплив на пізнішу римську та новоєвропейську драму. Деякі з цих зразків із незначними змінами присутні у репертуарі сучасного Національного театру Греції.
Стародавні греки були першими, хто почав зводити спеціальні споруди, пристосовані для драматичних вистав. Найдавнішим театром у світі вважається Театр Діоніса, побудований на одному зі схилів Афінського акрополя. Основні принципи облаштування давньогрецьких театрів послужили взірцем для римського та навіть сучасного театру.

### Новогрецький період
Становлення новогрецького театру розпочалось зі здобуттям Грецією незалежності. Цей процес стримувала економічна скрута, відсутність допомоги з боку держави, конкуренція іноземних труп. В Афінах перші спектаклі поставлені 1836 року. Тільки 1901 року виник державний Королівський театр в Афінах, в ньому працював перший вітчизняний режисер Фома Економу, який здійснив значний вплив на розвиток акторського мистецтва і постановочної культури в Греції. В акторському мистецтві посилилися реалістичні тенденції, які найбільш яскраво проявилися у творчості Емілія Веакіса, Маріки Котопулі. 1955 року актор Манос Катракіс створив народний театр, на сцені якого вперше поставлено твори Нікоса Казандзакіса. Серед грецьких акторів другої половини 20 століття виділяються Меліна Меркурі, Алікі Вугуклакі, Нікос Куркулос, Дімітріс Хорн, а також засновниця театру грецького народного танцю Дора Страту та засновниця сучасного грецького балету уродженка Києва Тетяна Мамакі.

## Кіномистецтво
Навесні 1897 року мешканці Афін вперше побачили короткометражні стрічки. 1906 року перші власні записи створили брати Іоанн та Мільтіад Манакіа в Македонії, того самого року французький режисер Леонс випустив першу підбірку новин з Позачергових Олімпійських ігор 1906 року в Афінах. Перша повнометражна грецька кінострічка «Γκόλφω» відзнята 1914 року студією Asty Film. В роки Другої світової війни 1943 року заснована головна студія країни Finos Film, яка вирішила долю комерційного грецького кіно. В 1950-х роках грецькі режисери відкрили світу романтичну драму в жанрі нуар.
Перші два фільми, які привернули міжнародну увагу, були «Стела» (1955) режисера Міхаліса Какоянніса у головній ролі із Меліною Меркурі і «Дракон» (1956) режисера Нікоса Кунтуроса — обидві за сценарієм Іаковоса Камбанелліса. Стрічка «Грек Зорба» режисера Міхаліса Какоянніса 1964 року здобула дві премії «Оскар». Загалом період 1955–1970 років був «золотою добою» для грецького кіно: Греція випускала найбільшу кількість фільмів у світі на душу населення.
Найбільш прославлена грецька актриса — Меліна Меркурі, пізніше грецький політик, міністр культури Греції. Вона стала відомою міжнародній аудиторії 1960 року, коли знялася в фільмі «Ніколи в неділю» режисера Жуля Дассена. Ця роль принесла їй номінацію на «Оскар», а музична адаптація фільму 1967 року — бродвейську премію «Тоні». Серед інших помітних акторів 20 століття: Ірині Паппа, Еллі Ламбеті, Катіна Паксіну, Алікі Вугуклакі, Йоргос Фунтас, Дімітріс Папаміхаіл.
В добу військової хунти народилося нове кіно, провідні представники якого — Тео Ангелопулос і Коста-Гаврас. Останніми роками в грецькому кінематографі панує новий стиль швидко мінливих, дотепно продуманих сюжетно фільмів, який відповідає сучасним вимогам. До цього жанру відносяться роботи режисерів Нікоса Перакіса, Перикліса Хурсоглу, Ольги Малеа, Константіноса Яннаріса. 2009 року стрічка «Ікло» режисера Йоргоса Лантімоса здобула нагороду Особливий погляд на Каннському фестивалі та була номінована на здобуття премії Оскар вперше після 1977 року (тоді номінувалася «Іфігенія» Міхаліса Какоянніса).

## Філософія
Західна філософська традиція зародилась у Стародавній Греції в 6 столітті до н. е. Перших давньогрецьких філософів заведено називати «досократиками», серед окреме місце займають сім античних мудреців. Один з них Фалес Мілетський вважається першим філософом Греції, належав до мілетської школи. За нею слідувала елейська школа, яка займалась філософією буття. Класичний період грецької філософії традиційно асоціюють із Сократом, Платоном та Аристотелем. У цю добу Афіни стають центром грецької філософії. Сократ першим замислюється над людською особистістю, Платон засновує академію та створює філософію як логіко-етичну систему, а Аристотель — науку філософію як вчення про реально існуючий світ. Серед інших визначних філософських шкіл, що пізніше виникали в Греції слід відзначити: стоїцизм, епікурейство, скептицизм та неоплатонізм.

### Новогрецький період
Визначні представники грецького Відродження (15-18 століття) — клірик Теофілос Корідаллеус, Ніколаос Маврокордатос, Вікентіос Дамодос, Мефодіос Антракітіс. Для новогрецького Просвітництва характерне повернення до давньогрецької спадщини, його діячі — Євгеній Булгаріс, Іосіпос Місіодакас, Веніамін Лесбоський, революціонер Рігас Велестінліс. В перші роки незалежності від Османської імперії поширення отримала релігійна філософія (Філіппос Іоанну, Петрос Браїлас-Арменіс) та гегельянство.
На початку 20 століття головним мотивом філософських праць стає спроба обґрунтувати Велику ідею (Янніс Камбісіс, Іоанніс Зервос, Іон Драгуміс), політичним провідником якої виступав Елефтеріос Венізелос, а у філософії поширюються ідеї позитивізму (Теофілос Вореас і Панайотіс Айософітіс). У післявоєнний час впливовими філософськими напрямками стали неокантіанство (Іоанніс Теодоракопулос, Панайотіс Канеллопулос, Константінос Цацос), феноменологія (Константінос Георгуліс і Леандрос Вранусіс), а також ірраціоналізму, інтуїтивізму. Екзистенціалізм представлений Йоргосом Сарандарісом, Дімітріосом Капетанакісом, Христосом Яннарасом.

## Наука і технології
Фалес вважається не тільки першим грецьким філософом, але й першим науковцем. Як астроном і науковець математик він намагався пояснити світ природними причинами, а не надприродними. Піфагора часто називають «батьком чисел», він довів теорему Піфагора, а також вперше представив числові співвідношення, які описували музичні лади. Діофант Александрійський вважається «батьком алгебри», а той час як багато положень сучасної геометрії засновано на вченні Евкліда.
Ератосфен був одним з перших науковців географів, хто розрахував окружність Землі і почав будувати перші карти, засновані на наукових розрахунках. В елліністичний період науковим центром грецького світу стала Александрія. Гіппарх вважається одним з найвидатніших астрономів стародавнього світу і був першим, хто розробив точний метод передбачення сонячних затемнень. Аристарх Самоський перший висловив ідею геліоцентризму, стверджував що Земля, обертаючись навколо своєї осі, рухається по колу навколо нерухомого Сонця, розташованого в центрі сфери нерухомих зірок. Клавдій Птолемей створив геоцентричну систему світу, розробив математичну теорію руху планет навколо нерухомої Землі, яка дозволяла обчислювати їхнє положення на небі. Своєю чергою Архімед першим обчислив значення числа π, сформулював основні положення гідростатики (див. закон Архімеда), створив низку машин і споруд, зокрема гвинт Архімеда.
Гіппократа сприймають як першого медика, що відкинув усі забобони щодо хвороб, а його клятва і нині проголошується лікарями. Пізніше Клавдій Гален систематизував уявлення гіппократової медицини, і його вчення стало теоретичною основою медицини до кінця Середньовіччя. Значним внеском в медицину відомі грецькі анатоми і хірурги Герофіл та Павло Егінський.

### Новогрецький період
Заснований 1837 року, Афінський університет швидко став науковим центром країни. 1887 року його кафедри природничих наук об'єднали у відділ, а згодом факультет природничих наук. Розвитку наук також посприяла індустріалізація, на шлях якої Греція стала у другій половині 19 століття. Наприкінці століття хімік Анастасіос Хрістоманос, засновник спеціалізованої лабораторії, досліджував грецькі руди на цілий ряд корисних копалин. Генеральний інспектор Лавріонських рудників, в майбутньому перший президент Афінської академії, Фокіон Негріс опублікував ємні відомості про геологічну будову, а фізик і математик Константінос Міцопулос досліджував сейсмічність Греції. Дослідженнями рослинного і тваринного світу займалися біологи Теодорос Орфанідіс, Теодор Генріх Герман фон Гелдрейх, Спірідон Міліаракіс, Іоанніс Х. Політіс. Основи медицини в Греції заклав Георгіос Склавунос, автор «Анатомії людини» (1906). На початку 20 століття зростання темпів економічного розвитку сприяло підйому технічних наук, центром яких став Афінський політехнічний інститут.
1837 року засноване Грецьке археологічне товариство для пожвавлення археологічної науки, створення умов належного збереження старожитностей. За півстоліття цій справі посприяли також
іноземні археологічні школи в Афінах, що діють і донині: Французька (1846), Німецька (1874), Американська (1881), Британська (1886), Австрійська (1898). Серед власне грецьких археологів широко відомі Константінос Куруніотіс, Ніколаос Платон, Кіріакос Піттакіс, Валеріос Стаіс, Ніколаос Платон, Аріс Пуліанос та чинний керівник реставраційних робіт на Афінському акрополі Маноліс Коррес.
На сучасному етапі провідна наукова установа в галузі фізичних наук — центр ядерних досліджень «Демокріт», заснований 1961 року в Ая-Параскеві. Він має атомний реактор, субкритичний реактор і генератор Ван де Граафа. Дослідження з астрономії, фізики атмосфери, сейсмології і метеорології здійснює Афінська національна обсерваторія. Науковими дослідженнями з прикладної математики займається профільне бюро і обчислювальний центр Афінської академії наук. Найважливіші проєкти роботи в галузі електроніки, штучного інтелекту, електрохімії, аеродинаміки) проводяться в Університеті Аристотеля та Афінському технічному університеті.
Іоанніс Аргіріс — грецький математик і інженер, один із авторів методу скінченних елементів і методу прямої жорсткості. Математик Костянтин Каратеодорі працював в області дійсного аналізу, варіаційного числення і теорії мір на початку 20 століття, його вчення допомогло Альберту Ейнштейну в математичної частині його теорії відносності. Біолог Фотіс Кафатос — піонерів в галузі молекулярного клонування і геноміки. Дімітріс Нанопулос — відомий фізик-теоретик, який зробив значний внесок в галузі фізики елементарних частинок і фізичної космології. Георгіос Папаніколау — піонер цитології та ранньої діагностики раку, винахідник пап-тесту. Грецький дизайнер автомобілів Алек Іссігоніс створив конструкцію «Mini», в той час як вчений Міхаліс Дертузос був одним з піонерів Інтернету. Широко відомі у світі грецькі інформатики Христос Пападімітріу, Діомідіс Спінелліс, Йосиф Сіфакіс, Міхаліс Яннакакіс. Ніколас Негропонте очолює медіа-лабораторію Массачусетського технологічного інституту, він один із засновників програми One Laptop Per Child.

## Архітектура
В умовах демократії Стародавньої Греції вперше створюється цілісне середовище міст-держав — полісів. Розвивається система регулярного планування міста з прямокутною сіткою вулиць та головною площею — агорою — центром торгівлі і громадського життя. Розроблений тип житлового будинку із приміщеннями, зверненими до внутрішнього просторового ядра — перистиль.
Культовим та архітектурно-композиційним центром давньогрецького міста був акрополь із храмом, присвяченим божеству, покровителю міста. Класично завершеним типом храму став периптер. Найяскравішим його прикладом вважається головний храм Афінського акрополя — Парфенон. На основі естетичного осмислення стійко-балкової конструкції у Стародавній Греції створюється ордерна система архітектурної композиції, в якій гармонійно поєднались висока художність архітектурних форм з досконалістю конструкцій та матеріалу. Невпинний розвиток громадського життя давньогрецького поліса породив такі типи споруд, як театр, стадіон, палестра тощо. Так, в Афінах з'явились Театр Діоніса, а пізніше Одеон Ірода Аттичного, унікальний мармуровий стадіон Панатінаїкос. В добу середньовіччя в Греції розвивалася головним чином монастирська архітектура, грецькі міста занепали, а народні житла будувалися різні за типами, залежно від форми рельєфу.

### Новогрецький період
Повноцінно розвиватися архітектура починає з 1830-х років, коли столицею стали Афіни. Їхній план забудови створили грецькі архітектори Стаматіос Клеантіс і Лісандрос Кавтанзоглу. Одночасно запрошені архітектори Феофіл ван Гансен та Ернст Ціллер споруджують громадські будівлі, сприяючи розквіту архітектурного стилю неогрек. Церковна архітектура 19 століття тяжіла до візантійської.
Починаючи від 1920-х років портові міста — Афіни, Пірей, Салоніки — починають швидко розростатись, в цей час формується тип багатоквартирного будинку з численними балконами і терасам, запропонований Костасом Кіцікісом, характерний для Греції. Надалі грецька архітектура сприймає вплив функціоналізму та неокласицизму. В період 1950-1960-х років довкола Афін виросли паркові передмістя із районами, забудованими віллами та садибами заможних греків із елементами народної архітектури (архітектор Дімітріс Пікіоніс). Значно менше будувалося дешевих багатоквартирних будинків (архітектор Аріс Константінідіс), однак зростала потреба у зведенні нових готелів та музейних приміщень (архітектори Хараламбос Сфаеллос, Прокопіос Василіадіс). Промислове та офісне будівництво розвивав Такіс Зенетос.

## Грецька діаспора
Грецька еміграція на Захід почалася ще до 1453 — року падіння Константинополя — а саме в останньому десятилітті 14 століття, коли загроза нападу турків-османів на Візантію ставала все реальнішою. В десятиліття до та після 1453 року рух переселення набув таких розмірів, що перебування греків поза межами свого етнічного середовища стали називати діаспорою. Еміграція продовжувалася протягом усього періоду турецького панування. Колонії, засновані греками-переселенцями у Західній та Центральній Європі, складалися із представників усіх соціальних верств — інтелігенції, дипломатів, видавців, купців, ремісників, артистів, священників, найманих робітників і солдат. Проте попри такий різноманітний професійний склад, на новому місці всі вони ставали купцями чи власниками магазинів. Головною причиною створення нових колоній, що виникли наприкінці 18 — на початку 19 століття, стала торгівля. Еміграція на цьому етапі носила здебільшого комерційний характер. У результаті на початку 19 століття грецькі торговельні колонії існували у країнах Західної та Центральної Європи, на півночі Балкан і в Південній Росії. Греки розселились у Єгипті, Індії та навіть Америці. Ці колонії набули розвитку після Грецької революції 1821–1829 років.
Перебуваючи у чужій країні, грецькі переселенці, як правило, не припиняли контакту зі своїми співвітчизниками, селилися компактно й об'єднувалися у громади подібно самокерованим громадам у самій Греції зі своїми храмами, священиками, школами, лікарнями, друкарнями. Громади мали статут, за яким визначалися права й обов'язки їхніх членів, наприклад, перераховувати певні суми грошей на підтримку церкви, школи, лікарні тощо. Ці гроші надходили у вигляді податку на ввезені товари чи товари, що вивозились грецькими торговцями. Об'єднання у громади було дуже важливим явищем в історії греків діаспори, оскільки вони навчалися самоврядуванню та самостійному прийняттю рішень, ці організаційні центри пізніше виявилися корисними під час підготовки Грецької революції 1821–1829 рр., а також дозволили зберегти своє етнічне середовище та релігію. Єдине, що об'єднувало усіх колоністів — це любов до їхньої першої батьківщини.
Найчисленнішими були грецькі торговельні колонії у Нідерландах, Австрійській імперії та Італії. Переселенці відкривали комерційні підприємства і, використовуючи місцеві можливості, здійснювали велику частину зовнішньої торгівлі тих країн, що прийняли їх: наприклад, у Венеції з давньою процвітаючою грецькою колонією чи в Амстердамі, де в 1730 р. грекам, євреям і вірменам були надані такі ж торговельні привілеї, як і голландським підданим. З цього часу іноземні купці замінили голландців у торгівлі Леванта, й Амстердам став основною базою грецьких купців у Західній Європі. Саме ці колонії відіграли найважливішу роль у розвитку національної свідомості греків.